# Micky Ward
George Michael Ward Jr., mer känd som "Irish" Micky Ward, född 4 oktober 1965 i Lowell, Massachusetts, är en amerikansk pensionerad junior-weltervikt professionell boxare och en före detta WBU-mästare. Han är allmänt känd som förlaga till huvudperson i filmen The Fighter (2010), som bygger på Mickys karriär, och för hans trilogi av fighter mot Arturo Gatti.

## I populärkulturen
Ett foto föreställande Micky Ward syns på albumomslaget till The Warrior's Code (2005), av keltisk punk-bandet Dropkick Murphys. Han är också föremål för titelspåret "The Warrior's Code".